# Kurt Hahn
Pour les personnes ayant le même patronyme, voir Hahn.
Kurt Martin Hahn, né le 5 juin 1886 à Berlin et mort le 14 décembre 1974 à Heiligenberg, est un pédagogue allemand.
Promoteur de la pédagogie active, ses théories ont inspiré la création, en 1956, du prix international du duc d'Édimbourg.
Fondateur de la Schule Schloss Salem, Kurt Hahn doit quitter sa direction après l'arrivée au pouvoir d'Hitler, du fait de ses origines juives. Émigré au Royaume-Uni, il fonde la Gordonstoun School, en 1934.

## Six déclins de la jeunesse moderne
Hahn a résumé ses observations sur la jeune génération de son époque en six points, qui sont connus communément comme les « six déclins de la jeunesse moderne » : 
1. Déclin de la forme physique, à cause des moyens modernes de locomotion ;
2. Déclin de l'initiative et de l'entreprise, à cause de la maladie répandue du spectateur (c'est-à-dire de « se livrer avec excès à des formes de distraction dans lesquels chacun est un spectateur passif, plutôt qu'un participant actif »)[1];
3. Déclin de la mémoire et de l'imagination, à cause de l'agitation confuse de la vie moderne ;
4. Déclin de l’habileté et du soin, à cause de l’affaiblissement de la tradition du travail artisanal ;
5. Déclin de la maîtrise de soi, à cause de la disponibilité permanente de stimulants et de tranquillisants ;
6. Déclin de la compassion, à cause de la hâte malvenue avec laquelle la vie moderne est menée ou, comme l'appelait William Temple, de la « mort spirituelle ».

Il propose aussi quatre remèdes à cela :
1. Entraînement physique (p. ex. se mesurer à soi-même dans l'entraînement physique ; ce faisant, entraîner la discipline et la détermination de l'esprit par le corps) ;
2. Expéditions (p. ex. sur mer ou sur terre, pour s'engager dans des défis longs d'endurance) ;
3. Projets (p. ex. impliquant des savoir-faire et des talents manuels) ;
4. Secourisme (p. ex. maître nageur sauveteur, pompier volontaire, premiers secours).